# Prasinocyma leucocycla
Prasinocyma leucocycla är en fjärilsart som beskrevs av Claude Herbulot 1982. Prasinocyma leucocycla ingår i släktet Prasinocyma och familjen mätare. Inga underarter finns listade i Catalogue of Life.